# Burg Herrenstein (Elsass)

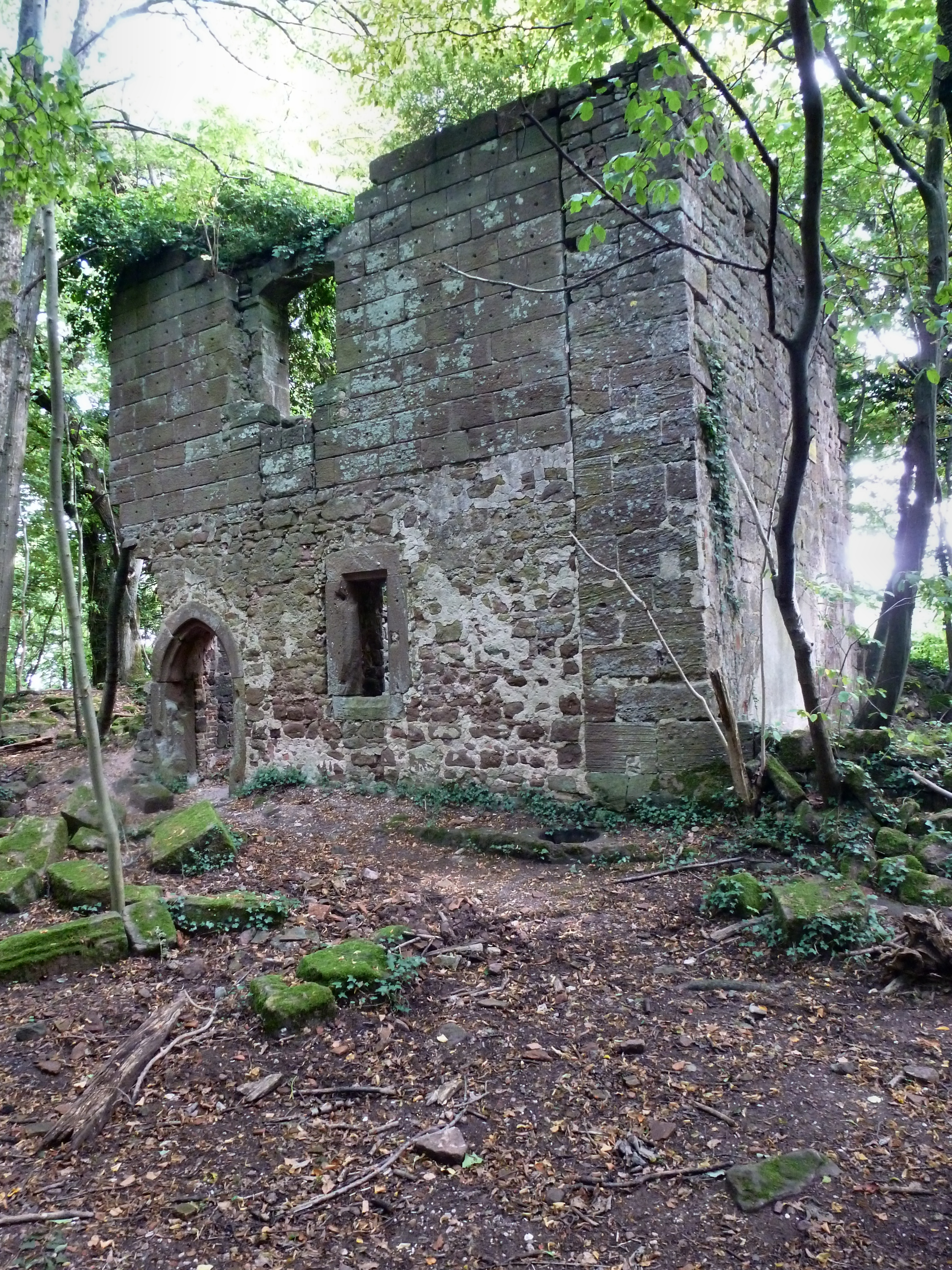
Burg Herrenstein, Ruine der ehemaligen Burgkapelle (2014)

Burg Herrenstein (französisch Château de Herrenstein) ist die Ruine einer Spornburg im elsässischen Département Bas-Rhin auf dem Gebiet der Gemeinde Neuweiler, rund zwölf Kilometer nördlich von Zabern. Durch die Grafen von Dagsburg um die Wende vom 12. zum 13. Jahrhundert erbaut, sollte sie deren Vogtei über die Abtei Neuweiler sichern. Als Lehen des Bistums Metz war sie später im gemeinsamen Besitz der Herren von Lichtenberg und weiterer elsässischer Adelsfamilien, ehe sie Ende des 14. Jahrhunderts von straßburgischen Truppen besetzt und danach von der Stadt gekauft wurde. Nachdem sie während der Französischen Revolution konfisziert worden war, erwarb sie 1809 der General Henri Jacques Guillaume Clarke. Bis 1925 waren Teile der Anlage noch genutzt, seither verfällt sie zunehmend.
Nach den Burgenforschern Thomas Biller und Bernhard Metz ist sie „eine der anspruchsvollsten elsässischen Burgen der Zeit um und nach 1200.“

## Geschichte

### Anfänge
Der Baubeginn der Burg Herrenstein lag wahrscheinlich zwischen 1194 und 1201. Bauherr war Graf Albert II. von Dagsburg, der die Anlage zur Sicherung der Vogtei über die Benediktinerabtei Neuweiler am Fuß der Burg errichten ließ. Seine Familie besaß schon seit 1070 die Vogteirechte über das Neuweiler Kloster. Die erste schriftliche Erwähnung der Burg geschah in Alberts Testament, das zwischen 1201 und 1204 angefertigt wurde. Darin legte er fest, dass sein Neffe, der Herzog Heinrich I. von Brabant, all seinen Besitz – mit Ausnahme des „castrum Hernesteyn“ – erben sollte, wenn Albert bei seinem Tod keine Kinder hinterlassen sollte. Da aber 1206 Alberts Tochter Gertrud geboren wurde, kam diese testamentarische Regelung niemals zur Anwendung. Die Erbin starb mit 21 Jahren und trotz dreier Eheschließungen kinderlos. Folglich zog der Bischof von Metz, Johann von Apremont, Burg und Vogtei 1225 als erledigtes Lehen ein.

### Ausbau und Verstärkung
Johanns Nachfolger, Jakob von Lothringen, ließ die Burganlage verstärken und im Burghof eine Zisterne anlegen. Zu den neuen Vögten der Abtei Neuweiler bestimmte er die Herren von Lichtenberg. In einem Konflikt mit ihrem Lehnsherrn besetzten sie kurzerhand die Stadt Neuweiler, mussten diese aber im Jahr 1261 wieder zurückgeben. Was ihnen auf militärischem Wege zunächst nicht gelang, erfolgte 1307 auf ganz legalem Weg: Zu Beginn des 14. Jahrhunderts war das Metzer Bistum in einer Krise, die es zu Verpfändungen zwang. Als Fernbesitz wurde die Stadt Neuweiler zuerst versetzt. Der Bischof behielt sich Herrenstein zunächst noch vor, 1341 erscheint aber auch die Burg als an die Lichtenberger verpfändet. Kurz darauf muss das Bistum die Anlage jedoch zurückerworben haben, denn 1367 verpfändete sie eine Hälfte für 2000 Gulden an die Familie Münich von Wildberg. Diese trat sie im Jahr 1372 an Sigmund von Lichtenberg ab, besaß zu jener Zeit aber noch weitere Anteile an der Burg. 1380 war Herrenstein wieder komplett im Besitz des Bischofs von Metz. Erneut nutzte er die Anlage als Pfandobjekt: 75 Prozent versetzte er an Heinrich von Zweibrücken-Bitsch, ein weiteres Achtel wieder an die Familie von Lichtenberg. Heinrich wiederum verpfändete seinen Anteil an verschiedene Parteien, sodass im zweiten Viertel des 14. Jahrhunderts komplizierte Besitzverhältnisse auf Herrenstein herrschten. Anteile hielten die Familien Wilsberg, Landschaden, Kaemmerer, Windenberg, Lichtenberg, der Herzog von Lothringen und die Grafen von Zweibrücken-Bitsch.

### Straßburger Zeit

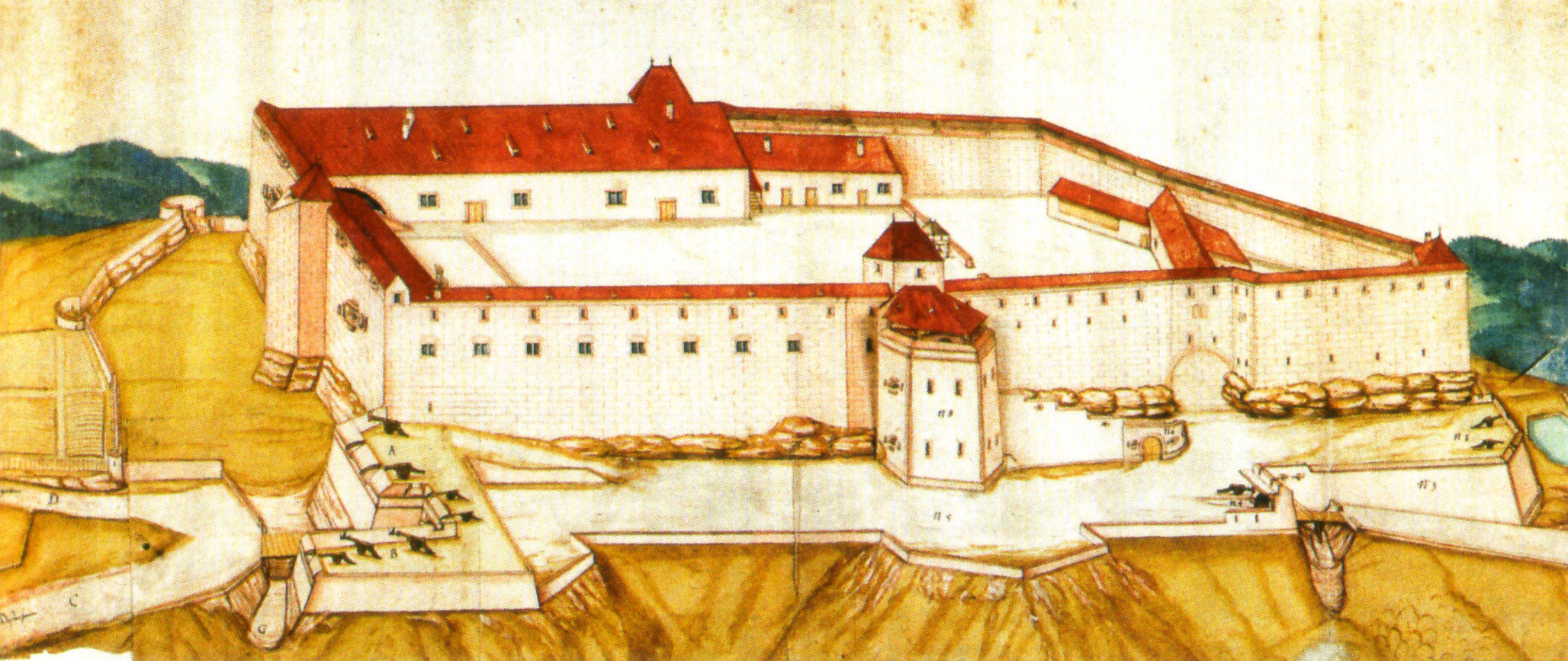
Aquarellierte Entwurfszeichnung Daniel Specklins von 1577 zur Verstärkung der Burg

1396 gab es nur noch drei Besitzer, die sich die Burganlage teilten. In jenem Jahr nahmen Truppen Straßburgs die Burg in einem nächtlichen Überraschungsangriff ein, weil die Stadt im Konflikt mit den Grafen von Zweibrücken-Bitsch lag. Vergeblich versuchten die Burgbesitzer, die Anlage wieder in ihre Gewalt zu bekommen. Indes kaufte Straßburg Stück für Stück der Anlage auf. Zuerst gehörte ihr fünf Achtel, bis 1480 gelang es der Stadt aber, auch den Rest der Burg in ihren Besitz zu bringen. Sie ließ Herrenstein durch einen Vogt verwalten und mit einer kleinen Besatzung sichern. Der Baumeister Hans Frawler wurde beauftragt, die Anlage an kriegstechnische Anforderungen anzupassen, seine Vorschläge wurden jedoch nicht realisiert. Danach engagierte die Stadt den Baumeister Daniel Specklin für diese Aufgabe. Seine Pläne zur Verstärkung und Umgestaltung der Burg Herrenstein sind erhalten geblieben, aber auch sie wurden nur teilweise umgesetzt. Die vorhandenen Bauten erfuhren eine Instandsetzung, und der Halsgraben an der Westseite der Anlage wurde durch eine Mauer verstärkt. Außerdem ließ Straßburg dem Saalbau eine dem heiligen Michael geweihte Burgkapelle anfügen und im Ostteil des Burgareals Nebenbauten errichten. Die Kapelle erhielt später ein weiteres Geschoss, und das Burgtor im letzten Viertel des 16. Jahrhunderts eine vorgelagerte Bastion. 1529/1530 erfolgte zudem ein Teilabriss des Bergfrieds auf die Höhe der Ringmauer und seine Ausstattung mit einer Geschützplattform.

### Von der Neuzeit bis heute

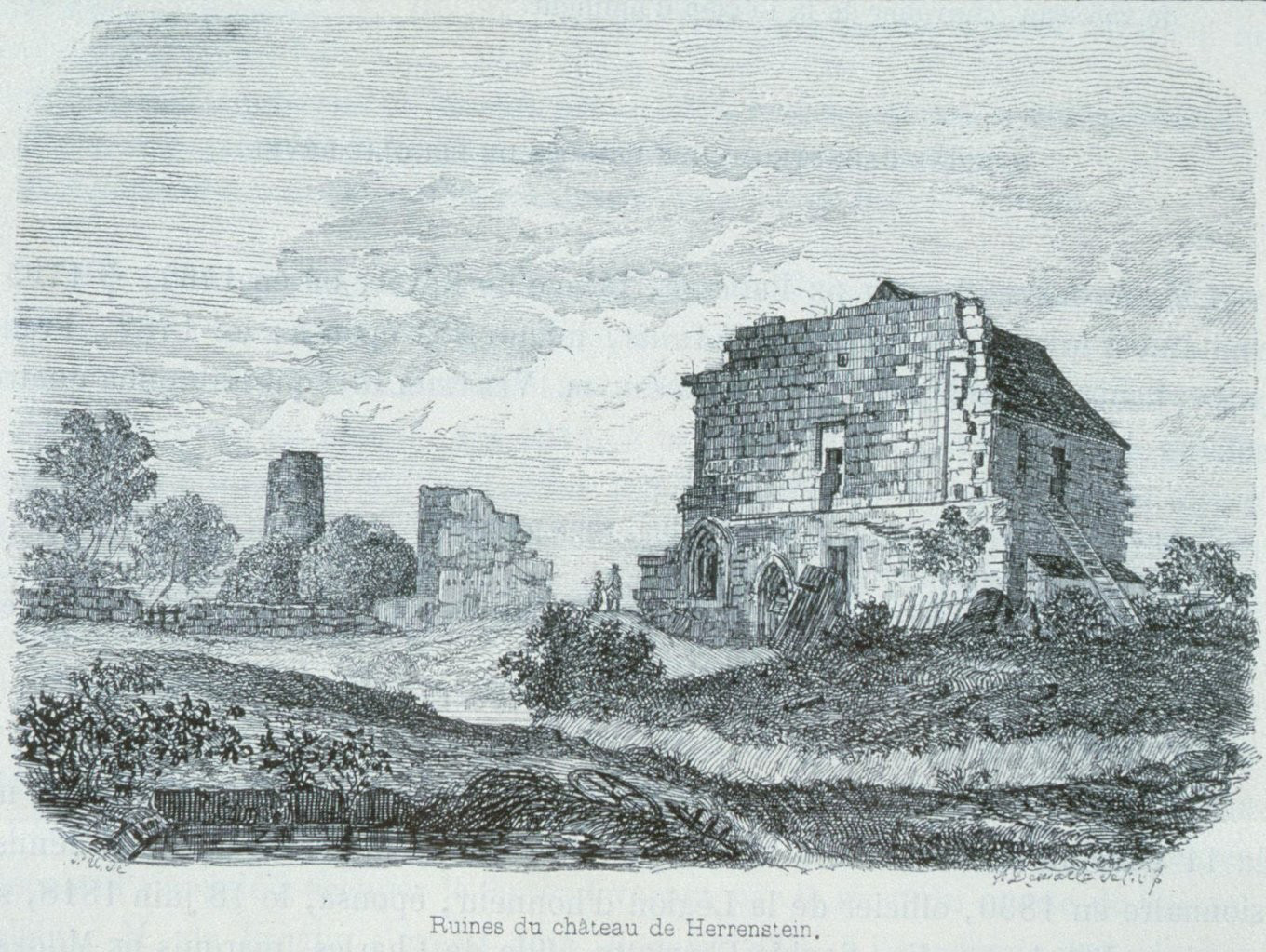
Darstellung der Burgruine aus dem Jahr 1870

Die augenscheinlich nie angegriffene Burganlage überstand den Dreißigjährigen Krieg unbeschadet. Aus finanzieller Not heraus veräußerte die Stadt Straßburg Herrenstein 1651 für 35.000 Taler an den livländisch-schwedischen, zuvor in französischen Diensten stehenden General Reinhold von Rosen. Zur Zeit des Verkaufs war die Anlage stark heruntergekommen. Im Jahr 1673 oder zwischen 1688 und 1697 wurde sie durch französische Truppen geschleift. Dabei sprengten die Franzosen den Torturm und seine vorgelagerte Bastion.
Nach 1774 brachte die Erbin Sophie von Rosen die Burg durch Heirat an die herzogliche Familie von Broglie, die bis zur Französischen Revolution Besitzerin blieb. 1778 wurde die Anlage als Teilruine erwähnt, in der noch Behausungen für den Wildhüter und den Forstmeister existierten. 1789 wurde die Burg konfisziert und als Nationalgut versteigert. Im Jahr 1809 erwarb der General Henri Jacques Guillaume Clarke die Anlage. Zu Beginn des 20. Jahrhunderts war ein Herr Freyler Eigentümer der Ruine. Das Forsthaus sowie ein landwirtschaftlicher Betrieb existierten noch bis etwa 1925. Eine in der ehemaligen Burgkapelle untergebrachte Herberge hatte schon mit Beginn des Ersten Weltkriegs den Betrieb eingestellt. Seither verfallen die Reste der Anlage weiter, eine Sicherung wurde bisher nicht vorgenommen. Burg Herrenstein befindet sich auch heute noch in Privatbesitz.

## Beschreibung

### Lage
Die Höhenburg liegt Luftlinie etwa 700 Meter westlich des Ortskerns von Neuweiler auf einem 402 Meter hohen, Glashalde genannten Berg. Der genaue Standort ist ein nach Osten spitz zulaufender, länglicher Bergsporn. Dieser ist 110 Meter lang und im Westen 38 Meter breit, während er im Osten nur noch eine Breite von sechs Metern besitzt, dort aber 10 bis 15 Meter hohe, steil abfallende Felswände aufweist. Mehrere Wanderwege führen von Neuweiler aus durch den Bois du Herrenstein (deutsch Herrensteiner Wald) hinauf zur Burgruine. 3,5 Kilometer in südwestlicher Richtung davon entfernt befindet sich der Daubenschlagfelsen mit der Ruine der Burg Warthenberg, die im 13. Jahrhundert zugunsten der Burg Herrenstein aufgegeben wurde.

### Architektur

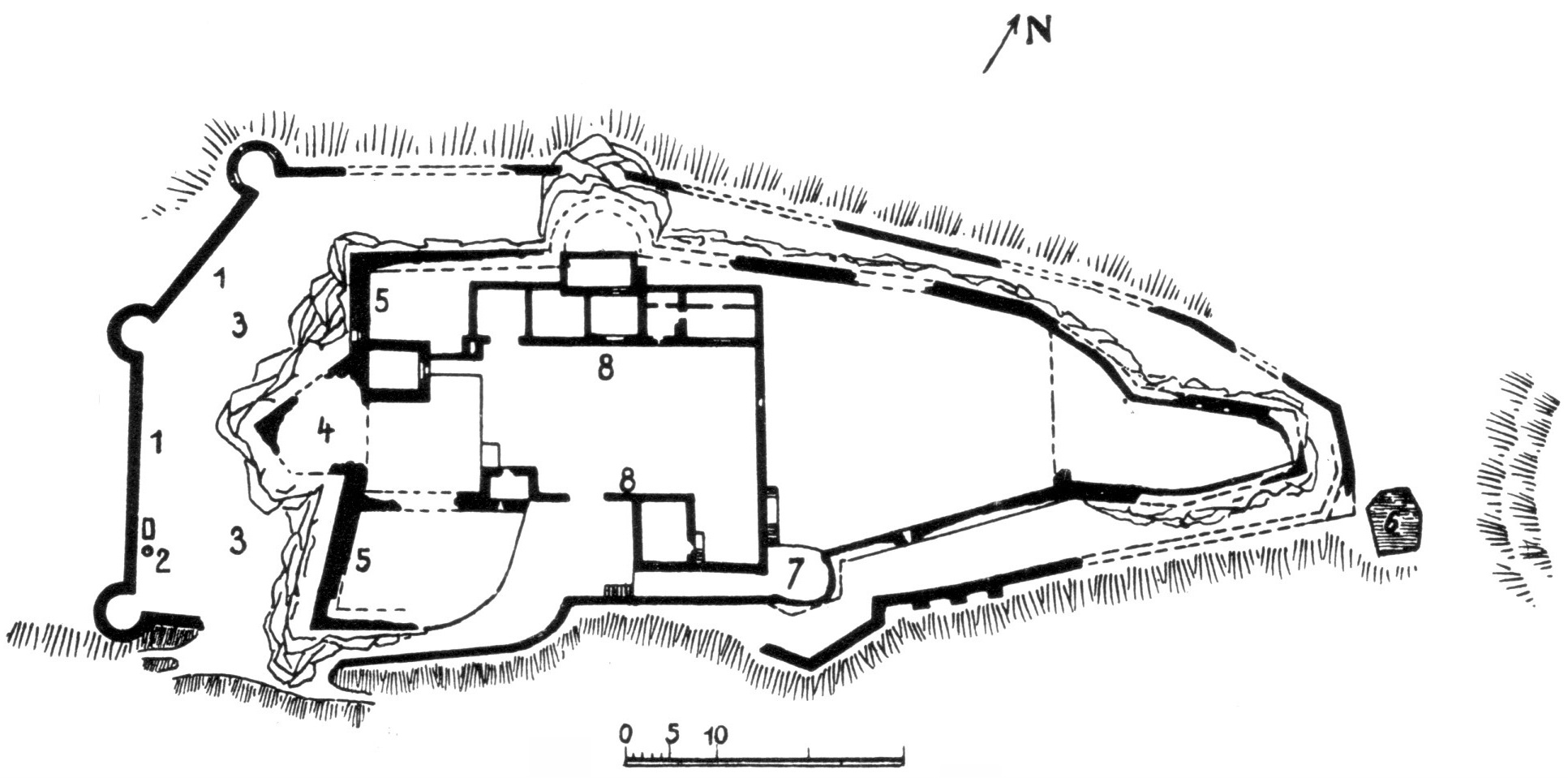
Grundriss der Burg Herrenstein aus dem Jahr 1905

Die Reste der über 100 Meter langen Burganlage sind stark zugewachsen. Ihr Grundriss zeichnet die Form des in Ost-West-Richtung länglichen Felssporns nach, auf dem sie liegt. Ihre Mauern bestehen aus dem vor Ort vorkommenden Sandstein. Die romanischen Teile sind in Buckel- und Glattquadern ausgeführt, während die Bauten des 14. bis 17. Jahrhunderts aus ehemals verputztem Bruchstein bestehen. Die westliche Seite der Burg ist durch einen breiten Halsgraben mit vorgelagerter drei bis vier Meter hoher Zwingermauer gesichert. Diese war mit zwei niedrigen Halbschalen und einem kleinen Rundtürmchen an der Südwest-Ecke ausgestattet. Innerhalb des Grabens befindet sich in seinem südwestlichen Bereich eine Pferdeschwemme und ein heute oberirdisch nicht mehr zu erkennender Brunnen.
Zur ältesten Bausubstanz gehören der Bergfried, mindestens ein Teil der Ringmauer und die Reste dreier Wohnbauten im Westteil der Anlage. Vom Burghof gesehen war die Umfassungsmauer selten höher als zwei bis drei Meter. An der zum Halsgraben zeigenden Westseite ist sie zu einer 3,10 Meter dicken Schildmauer ausgebaut. Sie besteht dort an der Außenseite aus Buckelquadern, die noch bis zu einer Höhe von 15 Schichten vorhanden sind. An der Innenseite besteht nur ihre untere Partie aus Buckelquadern, darüber aus Glattquadern. Im Osten ist die Ringmauer wesentlich dünner als im Westen, ihr dortiger südlicher Teil weist nur eine Stärke von einem Meter auf.

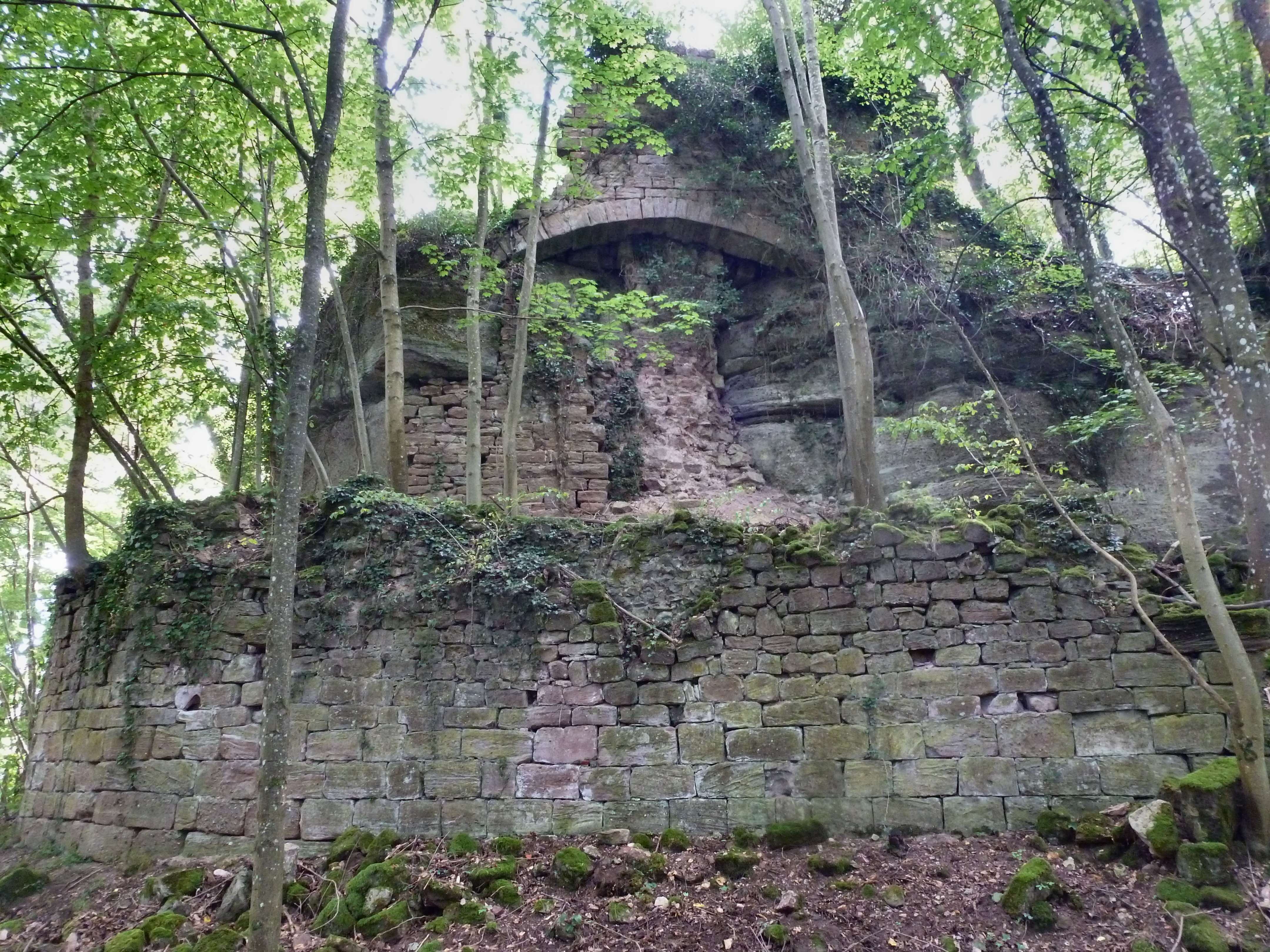
Überwucherte Reste der Burg

Der fünfeckige Bergfried springt mittig aus der Schildmauer hervor und ragt weit in den Halsgraben hinein. Von ihm ist heute nur noch ein Stumpf aus sechs Schichten Buckelquadern erhalten. Von seiner Spitze bis zur Rückwand besaß er eine Tiefe von elf Metern. Der Wehrturm war einer von zwei Türmen der Burg. Der zweite nahm das Burgtor an der Südostflanke auf, wurde aber im 18. Jahrhundert gesprengt. Gleichfalls zum Westteil gehören die auch noch aus der romanischen Zeit stammenden Reste des einstigen Saalbaus. Er hatte einen Grundriss von 26 × 7 Metern und besaß ein gefastes Rundbogentor sowie Lichtschlitze. Herrenstein ist damit neben St. Ulrich, Girbaden und Groß-Geroldseck eine der wenigen romanischen Anlagen im Elsass, die einen Saalbau besaßen.
An der Nordseite steht die Ruine des ehemaligen Forsthauses aus dem 18. Jahrhundert. Es nutzte die Reste des vor 1577 erbauten Wirtschaftsgebäudes. Dieses ersetzte seinerzeit einen romanischen Vorgängerbau, der möglicherweise das Haus des Burgvogts gewesen war. Die Ostspitze des Burgareals war früher mit einem polygonalen Gebäude besetzt, das „Klein-Herrenstein“ genannt wurde. Es besaß rundbogige Biforien und war anfänglich vielleicht das Wohnhaus der Burgherrn. Weitere schriftlich verbürgte Gebäude von Herrenstein waren die Burgkapelle, Ställe, die Pfisterei, eine Kelter und eine Badestube.